# Jakob Nielsen (matematiker)
Jakob Nielsen, född 15 oktober 1890, död 3 augusti 1959, var en dansk matematiker.
Nielsen blev filosofie doktor i Kiel 1913. Han deltog i första världskriget, blev docent i Hamburg 1919, professor vid tekniska högskolan i Breslau 1920, docent vid Landbohøjskolen i Köpenhamn 1921 samt professor vid Polyteknisk Læreanstalt 1925. Han har författat flera arbeten om gruppteori och topologi.